# Harvey Scrimshaw
Harvey Randall Scrimshaw (Nottingham, 17 de noviembre de 2001) es un actor de cine y televisión británico, conocido por interpretar a Caleb en la ópera prima de Robert Eggers, La bruja de 2015.

## Trayectoria
Harvey nació en el año 2004 en Nottingham, Inglaterra. Es más conocido por aparecer en películas como Oranges and Sunshine (2010), 1 on 1 (2014) y The Witch (2015).

## Filmografía

### Cine
- Oranges and Sunshine (2010), como Ben
- 1 on 1 (2014), como Jamie Johnson
- The Witch (2015), como Caleb
- A Primal Folktake (2016), como Él mismo
- La Escuela del Bien y del Mal (2022), como Harvid